# Ellinge Lyng
Ellinge Lyng – miasto w Danii, w regionie Zelandia, w gminie Odsherred.